# Bob Lenox
Bob Lenox est un chanteur américain de jazz, rock et de blues, né à New York le 30 novembre 1944 et mort le 30 août 2010 à Saulieu.
Il a collaboré notamment avec Joe Cocker et Jimi Hendrix. Après s'être retiré du monde de la musique et avoir quitté les États-Unis, il a partagé sa vie entre Paris, Saulieu (France) et Berlin. 
Dans les années 2000 il renoua de près avec la musique et sortit plusieurs disques de blues aux accents quelquefois country dont Seasons of soul et Romance, son dernier album, sorti en 2009. Il a signé les deux bandes originales des films d'Isabelle Mergault Je vous trouve très beau et Donnant Donnant.
Il composera également un album pour Bruno Putzulu, "Drôle de Monde"